# 马耳他峰会

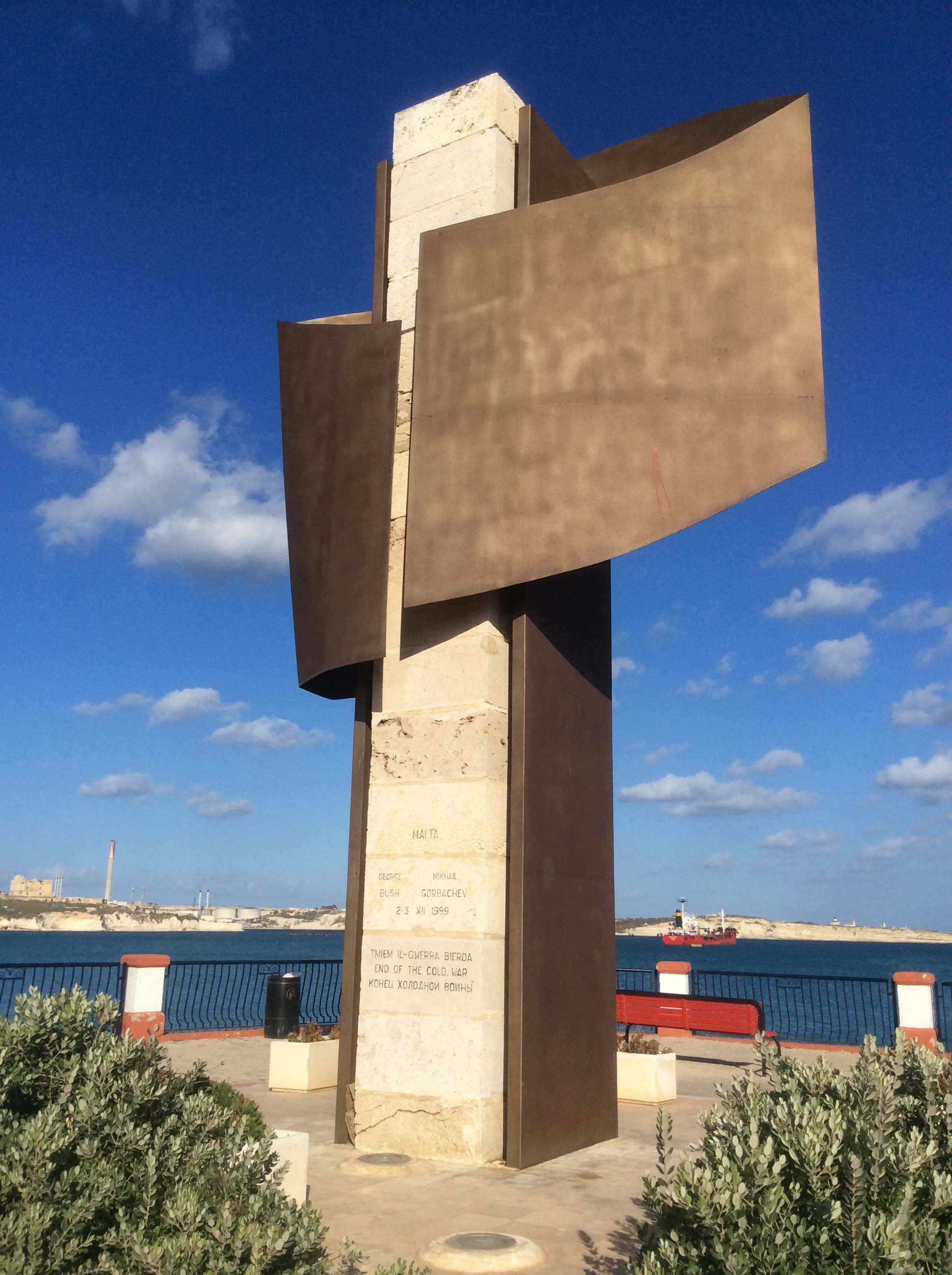
位于比尔泽布贾纪念马耳他峰会的纪念碑

马耳他峰会（英語：Malta Summit）是美国总统乔治·H·W·布什和苏联共产党中央委员会总书记米哈伊尔·戈尔巴乔夫在柏林圍牆倒塌的几周后，1989年12月2日-3日在马耳他召开的一次会议。这是戈尔巴乔夫1988年12月在纽约和罗纳德·里根举行会谈后的第二次美苏会谈。
当时舆论评价说这是继1945年美英苏“三巨头”美国总统罗斯福、英国首相丘吉尔、苏联共产党总书记斯大林为制定二战后国际秩序而召开的雅尔塔会议以来，最重要的会议。

## 焦点

戈尔巴乔夫和老布什在停靠于马耳他马尔萨什洛克港的苏联军舰上就餐

起初，美国国家安全顾问布伦特·斯考克罗夫特和其他美国官员认为召开马耳他峰会的提议操之过急，会议的成果会和外界的期望产生巨大落差，并成就了苏联一贯的政治作秀。但是欧洲的领导人比如法国总统弗朗索瓦·密特朗、英国首相玛格丽特·撒切尔以及美国国会的关键议员都劝说老布什应当和戈尔巴乔夫会面。
马耳他峰会上双方并没有签署任何协议，会议的主要目的是让美苏两个超级大国讨论东欧剧变以及从波罗的海延续到西欧、笼罩了四十余年的铁幕逐渐升起。峰会被一部分观察家认为是冷战正式结束的标志，不过至少缓解了东西方剑拔弩张的局面并成为双方关系的转折点。在峰会上，老布什向戈尔巴乔夫表达了他对苏联改革的支持。作为象征，老布什还送给每位与会人员一小块柏林墙的墙砖。
在联合记者会上，苏联领导人宣布：
|  | 世界正在离开一个时代而迈向一个新时代。我们正在一条通往长期和平的道路开端。战争的威胁、相互不信任、心理和意识形态上的争斗都会被留在过去。 |

|  | 我向美国总统保证不会对美国挑起一场热战。 |

作为对苏联的回应，老布什说到：
|  | 我们能够实现一个长久的和平并将东西方转化为长久的合作关系。这正是戈尔巴乔夫主席和我此时此刻在马耳他开启的未来。 |

## 与会人员
和美苏首脑一同与会的有：
| 苏联方面—— - 苏联元帅谢尔盖·费多罗维奇·阿赫罗梅耶夫，戈尔巴乔夫的军事顾问 - 亚历山大·别斯梅尔特内赫，苏联副外长 - 阿纳托利·多勃雷宁，苏联1962年-1986年驻美大使 - 爱德华·谢瓦尔德纳泽，苏联外长 - 亚历山大·雅科夫列夫，苏联共产党意识形态的主管，被称为“开放政策的教父” | 美国方面—— - 詹姆斯·贝克，美国国务卿 - 罗伯特·布莱克威尔，总统国家安全事务特别助理及国家安全委员会负责欧洲和苏联事务的高级总监 - 小杰克·F·马特洛克，美国驻苏联大使 - 康多莉扎·赖斯，时任国家安全会议苏联和东欧事务主任 - 布伦特·斯考克罗夫特，总统国家安全顾问 - 雷蒙德·塞茨，负责加拿大及欧洲事务的助理国务卿 - 约翰·H·苏努努，白宫幕僚长 - 玛格丽特·D·塔特怀勒，负责公共事务的助理国务卿以及国务院新闻发言人 - 保罗·沃尔福威茨，国防部政策次长 - 罗伯特·佐利克，时任美国国务院顾问 |

## 会议选址：“从雅尔塔到马耳他”
会议选择在远离马耳他岛的地中海上进行。苏联代表团乘坐斯拉瓦号导弹巡洋舰，美国代表团则乘坐海军贝尔纳普号参加会议，
双方的军舰都停泊在马耳他海港城市马尔萨什洛克。暴风雨的天气和海面的波涛汹涌使得双方的一些会议取消或改期，在国际媒体间传出了“晕船峰会（Seasick Summit）”的绰号。最后会议在苏联的游轮马克西姆·高尔基号上举行。
在海上举行峰会是因为老布什受到富兰克林·罗斯福的启发。二战期间，罗斯福经常在海军的军舰上会见外国领导人。将马耳他作为峰会的地点能反映出两个超级大国之间的讨价还价。据与会的康多莉扎·赖斯所说：

“...会议花了很久的时间筹备，寻找一个会址，不要太正式，也不要和太多的国家接壤。最后幸运地或是不幸地，他们选择了马耳他。结果12月的马耳他是个恐怖的地方。虽然马耳他人很友善，但是那里的天气实在糟糕。”

会议的选址同样极具象征意义。马耳他岛十分具有战略意义地坐落在地中海的中心，因此马耳他在历史上有很长一段时间被外国统治。在19世纪和20世纪早期，马耳他都是英国的海军基地，并在二战期间遭受了大规模的袭击。马耳他在1980年宣布了在美苏争霸的进程中保持中立，并在随后关闭了英军的基地和北大西洋公约组织在马耳他的地区总部。中立政策写进了马耳他共和国的宪法：

"马耳他在世界国家之林中是一个积极追求和平、安全和社会进步的中立国家，并秉承不结盟的政策，拒绝加入任何的军事组织。"

1945年2月2日，二战的欧洲战场战事将尽，美国总统富兰克林·罗斯福和英国首相温斯顿·丘吉尔在雅尔塔和斯大林会见之前，选择在马耳他先行进行双边会谈。1989年的马耳他峰会对当时雅尔塔会议所做的决定进行了逆转。